# Rudinská
Rudinská (ungarisch Rezsőfalva – bis 1907 Rudinszka) ist eine Gemeinde im Nordwesten der Slowakei mit 1035 Einwohnern (Stand 31. Dezember 2024) und liegt im Okres Kysucké Nové Mesto, einem Kreis des Žilinský kraj, und zugleich in der traditionellen Landschaft Kysuce.

## Geographie

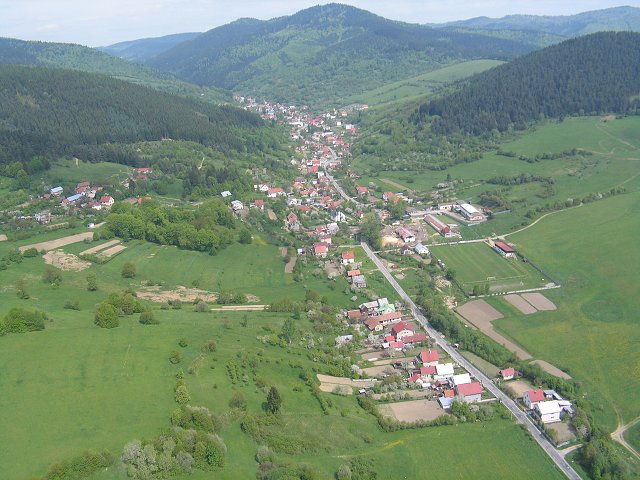
Luftbild von Rudinská und Umgebung

Die Gemeinde befindet sich im Javorníky-Gebirge im Tal des Baches Rudinský potok. Der Südteil des Gemeindegebiets ist hügelig und steigt Richtung Norden bis zum Hauptkamm von Javorníky an. Bis auf die Umgebung des bebauten Ortsgebiets ist ein Großteil des Gemeindegebietes bewaldet. Das Ortszentrum liegt auf einer Höhe von 480 m n.m. und ist acht Kilometer von Kysucké Nové Mesto entfernt.
Nachbargemeinden sind Nesluša im Norden und Osten, Rudina im Süden, Divina im Westen und Dlhá nad Kysucou im Nordwesten.

## Geschichte
Rudinská wurde zum ersten Mal 1579 in einem Steuerverzeichnis als Postenni schriftlich erwähnt, im Jahr 1598 dann als ein walachischer Ort namens Rudniczka. Bis 1798 lag das Dorf im Herrschaftsgebiet von Budatín und war somit Besitz des Geschlechts Szunyogh, die letzten Besitzer vor dem Ende der Leibeigenschaft im Jahr 1848 stammten aus dem Geschlecht Csáky. 1784 hatte die Ortschaft 101 Häuser und 574 Einwohner, 1828 zählte man 104 Häuser und 899 Einwohner, die als Drahtbinder, Holzfäller und Schaf- sowie Viehhalter beschäftigt waren.
Bis 1918 gehörte der im Komitat Trentschin liegende Ort zum Königreich Ungarn und kam danach zur Tschechoslowakei beziehungsweise heute Slowakei.

## Bevölkerung
| Jahr                | 1994 | 2004    | 2014    | 2024    |
| ------------------- | ---- | ------- | ------- | ------- |
| Anzahl der Personen | 894  | 969     | 987     | 1035    |
| Unterschied         |      | +8,38 % | +1,85 % | +4,86 % |

| Jahr                | 2023 | 2024    |
| ------------------- | ---- | ------- |
| Anzahl der Personen | 1034 | 1035    |
| Unterschied         |      | +0,09 % |

Nach der Volkszählung 2011 wohnten in Rudinská 968 Einwohner, davon 926 Slowaken sowie jeweils ein Mährer und Tscheche. Ein Einwohner gab eine andere Ethnie an und 39 Einwohner machten keine Angabe zur Ethnie.
881 Einwohner bekannten sich zur römisch-katholischen Kirche, sechs Einwohner zur Pfingstbewegung und fünf Einwohner zur Evangelischen Kirche A. B.; ein Einwohner bekannte sich zu einer anderen Konfession. 14 Einwohner waren konfessionslos und bei 61 Einwohnern wurde die Konfession nicht ermittelt.